# Anablepidae
Los anablépidos (Anablepidae) son una familia de peces del orden de los ciprinodontiformes.

## Morfología
Los especímenes de la subfamilia Anablepinae pueden llegar a los 32 cm de longitud total, mientras que los de Jenynsiinae pueden llegar a los 12 cm.
Puede decirse que tienen cuatro ojos, pero en realidad solo tienen dos: cada uno está dividido de forma que la mitad inferior es para ver en el agua y cuidarse de los depredadores en el agua, mientras que la mitad superior es para mirar arriba para cuidarse de los predadores terrestres y aéreos, incluyendo a los humanos.

## Distribución geográfica
Se encuentran desde el sur de México hasta el sur de Sudamérica.

## Especies
Hay 18 especies en tres géneros:
- Subfamilia Anablepinae
  - Género Anableps
    - Anableps anableps (Linnaeus, 1758)
    - Anableps dowei Gill, 1861
    - Anableps microlepis Müller y Troschel, 1844

  - Género Jenynsia
    - Jenynsia alternimaculata (Fowler, 1940)
    - Jenynsia diphyes Lucinda, Ghedotti y da Graça, 2006
    - Jenynsia eigenmanni (Haseman, 1911)
    - Jenynsia eirmostigma Ghedotti y Weitzman, 1995
    - Jenynsia lineata (Jenyns, 1842)
    - Jenynsia luxata Aguilera, Mirande, Calviño y Lobo, 2013
    - Jenynsia maculata Regan, 1906
    - Jenynsia multidentata (Jenyns, 1842)
    - Jenynsia obscura (Weyenbergh, 1877)
    - Jenynsia onca Lucinda, Reis y Quevedo, 2002
    - Jenynsia sanctaecatarinae Ghedotti y Weitzman, 1996
    - Jenynsia tucumana Aguilera y Mirande, 2005
    - Jenynsia unitaenia Ghedotti y Weitzman, 1995
    - Jenynsia weitzmani Ghedotti, Meisner y Lucinda, 2001
- Subfamilia Oxyxygonectinae
  - Género Oxyzygonectes
    - Oxyzygonectes dovii (Günther, 1866), ojo blanco